# Rory Fallon
Rory Fallon (Gisborne, 20 de marzo de 1982) es un exfutbolista neozelandés que posee también la nacionalidad británica y jugaba como delantero.
Es reconocido por ser el autor del gol que permitió la clasificación de Nueva Zelanda a la Copa Mundial luego de 28 años de ausencia, fue ante Baréin en la vuelta del repechaje que involucraba al ganador de las eliminatorias de la OFC y al vencedor de la quinta fase de la clasificación asiática, disputado en el Westpac Stadium de Wellington en 2009. Fallon marcó de cabeza el único gol de ese encuentro y le dio a los Kiwis el pasaje al Mundial de 2010.

## Carrera
Comenzó su carrera en el Barnsley FC, debutando como profesional en 1999. Nunca tuvo mucha regularidad en el club, un ejemplo de esto es que en la temporada 2001/02 jugó a préstamo en el Shrewsbury Town. En 2003 fue transferido al Swindon Town, donde a pesar de tener más rodaje, siempre fue relegado en la plantilla, por lo que después de estar a préstamo en 2005 en el Yeovil Town, en 2006 firmó con el Swansea City galés. Al final de la temporada, en 2007, fue trasferido al Plymouth Argyle. Allí Fallon tuvo su mejor época, en cuatro años acumuló 149 presentaciones, convirtiendo 22 goles. En 2011 pasó al Yeovil Town, aunque rescindió su contrato a los pocos meses de haberlo firmado. Ese mismo año fue fichado por el Aberdeen, participante de la Premier League de Escocia. Uno de los pilares más destacables del delantero neozelandés en el club fue su alto rendimiento en la Copa de Escocia 2011/12. Sin embargo, el Aberdeen rescindió de sus servicios a mediados de 2013, por lo que Fallon firmó con el St. Johnstone de cara al comienzo de la UEFA Europa League 2013/14. Quedó libre a principios de 2014 y unos días después firmó con el Crawley Town de la Football League One, regresando al fútbol inglés. Luego de unos meses con el club, se incorporó al Scunthorpe United. A finales de 2014, dejó el club. Tras un año como agente libre, en 2016 fue contratado por el Bristol Rovers. Ese mismo año se incorporó al Truro City, participante de la National League South, aunque dejaría el elenco a finales del año. En 2017 firmó con el Torquay United de la National League, aunque ese mismo año dejaría el club y ficharía para el Dorchester Town, de la Southern League Premier Division. Luego de disputar apenas un puñado de partidos, decidió retirarse.

### Clubes
| Club                         | País       | Año         |
| ---------------------------- | ---------- | ----------- |
| Barsnley                     | Inglaterra | 1999 - 2003 |
| Shrewsbury Town (a préstamo) | Inglaterra | 2001 - 2002 |
| Swindon Town                 | Inglaterra | 2003 - 2006 |
| Yeovil Town (a préstamo)     | Inglaterra | 2005        |
| Swansea City                 | Gales      | 2006 - 2007 |
| Plymouth Argyle              | Inglaterra | 2007 - 2011 |
| Ipswich Town (a préstamo)    | Inglaterra | 2010 - 2011 |
| Yeovil Town                  | Inglaterra | 2011        |
| Aberdeen                     | Escocia    | 2011 - 2013 |
| St. Johnstone                | Escocia    | 2013 - 2014 |
| Crawley Town                 | Inglaterra | 2014        |
| Scunthorpe United            | Inglaterra | 2014        |
| Bristol Rovers               | Inglaterra | 2016        |
| Truro City                   | Inglaterra | 2016        |
| Torquay United               | Inglaterra | 2017        |
| Dorchester Town              | Inglaterra | 2017        |

### Selección nacional
A pesar de haber representado a Inglaterra en las categorías Sub-16, Sub-17, Sub-18, Sub-19 y Sub-20, los cambios de las reglas de elegibilidad de la FIFA le permitieron a Fallon jugar para la selección absoluta de Nueva Zelanda. Realizó su debut en 2009 en un amistoso ante Jordania, que los All Whites ganarían por 3-1, siendo Rory el autor de uno de los tantos. Más tarde ese mismo año convirtió el gol con el cual la selección neozelandesa accedió a la Copa Mundial de Sudáfrica 2010, fue ante Baréin en el repechaje intercontinental. En dicho torneo, Fallon disputó los tres encuentros que jugó Nueva Zelanda, que consiguió ser el único equipo invicto en el campeonato, a pesar de no poder superar la fase de grupos.
Fue convocado para la Copa de las Naciones de la OFC 2012, donde los neozelandeses cayeron derrotados en semifinales y tuvieron que conformarse con el tercer lugar de la competencia. Aunque no recibió un llamado internacional durante años, fue convocado nuevamente para el campeonato oceánico de 2016, en el que Nueva Zelanda se proclamó campeón

### Participaciones en Mundiales
| Mundial                        | Sede      | Resultado    |
| ------------------------------ | --------- | ------------ |
| Copa Mundial de Fútbol de 2010 | Sudáfrica | Primera fase |